# Teatro romano de Bosra
El teatro romano de Bosra (en árabe: مسرح بصرى الروماني‎) es un antiguo teatro romano en Bosra, Siria. Fue construido en el segundo cuarto del siglo II. Es el teatro más grande, más completo y mejor preservado de todos los teatros romanos en el Oriente Medio y fue uno de los teatros más grandes construidos en el mundo romano.

## Historia
El teatro fue construido a inicios del siglo II, luego de que Bosra se convirtiera en la capital de la nueva provincia romana de Arabia Pétrea. El teatro fue edificado fuera de las murallas de la ciudad debido a que no había un lugar adecuado para él al interior; sin embargo, estaba integrado en la red vial de la ciudad por medio de una calle de columnatas. En la Edad Media, una fortaleza musulmana fue construida alrededor del teatro, lo que explica el excelente estado de preservación de este último; no obstante, la calle de columnatas, junto con otras estructuras próximas al teatro, fueron destruidas cuando la fortaleza fue edificada.

## Arquitectura

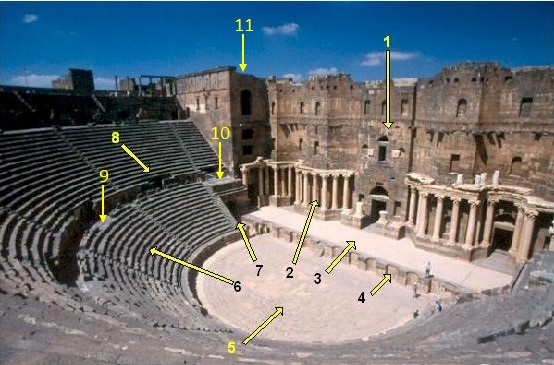
Teatro romano de Bosra (Siria) con la denominación y ubicación de sus diferentes partes: 1) Scaenae frons 2) Columnatio 3) Proscaenium 4) Pulpitum 5) Orchestra 6) Cavea 7) Aditus maximus 8) Vomitoria 9) Praecinctio 10) Tribunal 11) Basilica

El teatro era inusual en tanto no fue construido con una pendiente natural de una colina de apoyo, sino en un terreno completamente plano. El teatro fue construido hacia el norte. Su cávea estaba dividida en tres secciones horizontales: la primera ("ima cavea") tenía trece filas de asientos; la sección media ("media cavea") tenía dieciséis filas de asientos; la última sección ("summa cavea") solo tenía seis filas de asientos. Así pues, la primera sección correspondía a los visitantes o viajeros; la intermedia, a la población de la ciudad; y la última, a la clase alta.
El teatro tenía 102 metros de ancho con capacidad para unos 17.000 espectadores. La orquesta semicircular tiene 21 metros de diámetro, está rodeada por un parapeto decorativo y se ingresa a ella por medio de dos puertas. Sobre las entradas estaban los asientos usualmente reservados para los invitados distinguidos.
La envergadura de la construcción muestra la prosperidad que alcanzó la ciudad de Bosra, que llegó a contar con 50.000 habitantes.

## Restauración y uso moderno
A inicios del siglo XX, la mayor parte del interior del teatro se había llenado de arena, la que actuó como un preservante natural. El teatro fue restaurado entre 1947 y 1970. El principal trabajo de restauración fue llevado a cabo en el área del escenario y las filas superiores de asientos. Parte de estas obras fueron realizadas con granito egipcio rosado.
Actualmente, el teatro sirve como la sede principal del Festival de Bosra, un festival musical nacional.